# Niesadna-Przecinka
Niesadna-Przecinka (prononciation : [ɲɛˈsadna pʂɛˈt͡ɕiŋka]) est un village polonais de la gmina de Pilawa dans le powiat de Garwolin de la voïvodie de Mazovie dans le centre-est de la Pologne.
Le village possède une population de 116 habitants en 2006.

## Histoire
De 1975 à 1998, le village appartenait administrativement à la voïvodie de Siedlce.